# Mérlegelv

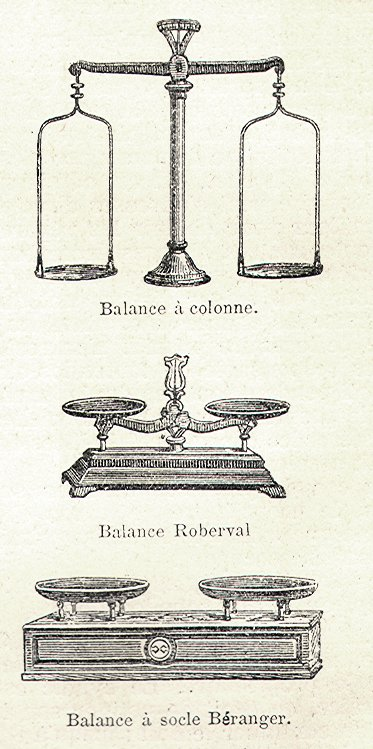
Az egyenlet helyes megoldásához a mérleget végig egyensúlyban kell tartanunk (a kép 1904-ből származik).

A mérlegelv az elsőfokú (lineáris), egyismeretlenes egyenletek megoldási módja. A módszer indirekt bizonyítási eljárás. Célja az {\displaystyle x} változó ismeretlen érték(ei)nek megtalálása. Az egyenletet az egyenlőségjel osztja ketté. Az elv lényege, hogy az egyenlet mindkét oldalát úgy változtatjuk meg, hogy az egyenlőség igaz maradjon, mint ahogy a kétkarú mérleg serpenyőjében a súlyokat is úgy választjuk ki, hogy a mérleg egyensúlyban maradjon.

## Története
A magyarországi általános iskolákban csak 1977-től terjedt el általánosan a lineáris egyenletek megoldásának mérlegelvvel történő magyarázása, Varga Tamás matematika-tanítási koncepciójának köszönhetően. A módszer megértését nehezíti, hogy feltételezi: az egyenletnek van megoldása.

## Mérlegelv a gyakorlatban
A mérleg egyensúlyban úgy valósítjuk meg, hogy az egyenlet – egyenlőségjellel elválasztott – mindkét oldalával ugyanazt a műveletet végezzük el (ekvivalens átalakítás). Az elvégzendő műveletet szokás az egyenlet jobb oldalán, attól "/" jellel elválasztva megadni. Ezzel jelezzük, hogy ugyanazon műveletet mindkét oldalon el kell végezni, különben a mérlegelv sérül, az új sorba felírt "egyenlőség" nem lesz igaz és helytelen végeredményt fogunk kapni.
Ekvivalens átalakítások az alábbiak lehetnek:
- ugyanazt a számot (kifejezést) adjuk ill. kivonjuk mindkét oldalból
- ugyanazzal a számmal (kifejezéssel) (szám illetve kifejezés nem lehet nulla) megszorozzuk mindkét oldalt
- ugyanazzal a számmal (kifejezéssel) (szám illetve kifejezés nem lehet nulla) osztjuk mindkét oldalt.

Ezen kívül mindkét oldalt hatványozhatjuk, vonhatunk belőle négyzetgyököt, köbgyököt stb. Lényeges, hogy az ilyen változtatás kölcsönösen egyértelmű (injektív), azaz "visszacsinálható" legyen. Ha ez a változás nem egyértelmű – például négyzetre emelés esetében –, akkor külön ki kell vizsgálni, nem kapunk-e hamis megoldást (gyököt) is, illetve nem vész-e el ebben a műveletben megoldás.

## Egyismeretlenes lineáris egyenlet
Az egy ismeretlent tartalmazó elsőfokú egyenletből a mérlegelv alkalmazásával megkapható az ismeretlen értéke.
Egy egyenlet megoldása mérlegelvvel:
{\displaystyle 2x+45=245/-45}

{\displaystyle 2x=200/:2}

{\displaystyle x=100}
Az egyenlet megoldásának ellenőrzéséhez a kapott eredményt behelyettesítjük az eredeti egyenletbe:
{\displaystyle 2x+45=245}
{\displaystyle x=100}
{\displaystyle 2\cdot 100+45=245}

{\displaystyle 200+45=245}

{\displaystyle 245=245}

## Kétismeretlenes lineáris egyenletrendszer
Ld. még Lineáris egyenletrendszer ekvivalens átalakításai (Wikibooks)

## Idegen nyelven
- A mérlegelv alkalmazásának gyakorlása I. | zum.de Archiválva 2014. október 1-i dátummal a Wayback Machine-ben
- A mérlegelv alkalmazásának gyakorlása II. | zum.de Archiválva 2014. február 19-i dátummal a Wayback Machine-ben
- Algebra Balance Scales | (Java futtatókörnyezet telepítése szükséges!)
- Algebra Balance Scales - Negatives | (Java futtatókörnyezet telepítése szükséges!)
- Balance when Adding and Subtracting – Egyenletmegoldás lépéseinek követése animáció segítségével